# Ludwig Wilding
Ludwig Wilding (Grünstadt, 19 maggio 1927 – Buchholz in der Nordheide, 4 gennaio 2010) è stato un artista tedesco.

## Produzione artistica
I suoi lavori, tutti nell'ambito delle ricerche dell'Op art e dell'arte cinetica, consistono in strutture di segni e segmenti in bianco e nero la cui osservazione ingenera la sensazione ottica di trovarsi di fronte a soggetti dipinti.

## Esposizioni
Diventato membro della Nouvelle Tendance, partecipò nel 1964 all'esposizione a Parigi presso il Museo delle arti decorative. L'anno successivo i suoi lavori furono esposti anche al Museum of modern arts (MoMA) di New York nella esposizione The Responsive Eye. Nel 2004 prese parte all'esposizione Eyes, Lies, and Illusions (Hayward Gallery, Londra) mentre nel 2007 partecipò alla mostra Optic Nerve: Perceptual Art of the 1960s tenuta al Columbus Museum of Art (Ohio).

## Personali
- 1971 Multiples + Singles der Jahre 1965-1970, Galerie Wilbrand, Köln
- 1971 Prinzip Seriell, Kunstmuseum, Düsseldorf
- 1973 Ludwig Wilding. Räumliche Irritationen, Kunstverein, Köln
- 1975 Sehen und Wahrnehmen. Scheinbewegung, Räumliche Irritationen, Stereoskopische Scheinräume, Galerie Klihm, München
- 1976 Stereoskopische Scheinräume, Ojektee und Anaglyphen, Städtische Kunsthalle, Düsseldorf
- 1976 Galleria Sincron, Brescia
- 1977 Galerie Jolka, Buchholz
- 1978 Galerie Klihm, Munchen
- 1978 Studio A, Otterndorf
- 2012 Ludwig Wilding: Kunst, Galerie Renate Bender, München
- 2012 A visual experience Ludwig Wilding: Nothing as it seems, Galerie Renate Bender, Munchen
- 2013 Ludwig Wilding. Kinetische und Programmierte Kunst: 1967/ 2008, Galleria Dep Art, Milano
- 2014 Zum Beispel: Ludwig Wilding, Museo d'Arte Contemporanea, Lissone